# Jean-Louis Victor Grisart
Jean-Louis Victor Grisart (* 28. Juni 1797 in Paris; † 14. Mai 1877 ebenda) war ein französischer Architekt, der für seine Arbeit 1857 mit dem Orden eines Chevalier der Légion d’honneur ausgezeichnet wurde.
Grisart war ein Schüler von Auguste Guenepin und Jean-Nicolas Huyot. 1823 erhielt er den zweiten Preis des Grand prix d’architecture für den Plan eines Gebäudes der Zollverwaltung. 1838 baute er zusammen mit Joseph-Antoine Froelicher eine Laden- und Handwerkerpassage und das Kaufhaus Bonne Nouvelle in Paris. 1860 wurde die von Grisart entworfene Kaserne in der 10-12, rue de la Banque (2. Arrondissement) fertiggestellt. Ein Teil der Passage des Panoramas ist von ihm und ebenso der Eingangsbau zum Musée National de la Voiture et du Tourisme in Compiègne (1859 erbaut).
Er wohnte ab den 1830er Jahren in der 2, rue Crébillon (6. Arrondissement) in Paris und in den 1870er Jahren in der 20, rue de (6. Arrondissement).